# Le Chevalier des ombres : Entre Yin et Yang
Pour plus de détails, voir Fiche technique et Distribution.
Le Chevalier des ombres : Entre Yin et Yang (神探蒲松龄之兰若仙踪, Shentan Pu Songling zhi lanruo xianzong) est une comédie fantastique chinoise réalisée par Vash en 2019.
Il s'agit d'une adaptation d'une histoire des Contes étranges du studio du bavard de Pu Songling. L'auteur est d'ailleurs le personnage principal (interprété par Jackie Chan) et transformé pour l'occasion en puissant magicien chasseur de démons. D'autres films à succès ont également été tirés de ce recueil du XVIIIe siècle, parmi eux la trilogie Histoire de fantômes chinois et Painted Skin (en).
Elle sort le 5 février 2019 (le jour du Nouvel An chinois) en Chine et à Taïwan. Mais malgré ses nombreux effets spéciaux numériques et Jackie Chan dans le rôle principal, elle connaît une première semaine d'exploitation très mitigée avec des recettes médiocres.

## Synopsis
La barrière protégeant les humains du royaume des démons étant tombée, des hordes de démons affluent dans le monde humain. Le roi des démons envoie alors le légendaire chasseur de démons Pu Songling (Jackie Chan), un homme de haute culture, intellectuel, sophistiqué et rusé, pour retrouver chacun d’eux. Équipé du pinceau de calligraphie magique du roi, il est aidé dans sa mission par un groupe hétéroclite de gentils monstres. Il fait équipe avec l'officier de police Fei (Austin Lin (en)) pour résoudre une affaire de disparition en série d'adolescentes dans un village. Il apprend bientôt que les filles ont été enlevées par la belle démone Nie Xiaoqian (en) (Zhong Chuxi (en)) et un autre démon rusé (Lin Peng (en)). Tandis que Songling mène son enquête, il rencontre un autre chasseur de démons, Chixia (Ethan Juan (en)), en pleine bataille avec deux démons. Songling défait le démon rusé et sauve Chixia avant de l'emmener dans son atelier. Il apprend que Xiaoqian était autrefois un homme tombé amoureux du démon Caichen, un serpent au bon cœur. Caichen a donné à Xiaoqian un orbe spirituel en échange de son ombre, mais l'orbe l'a transformée en démon. Au lieu de piéger les âmes, Songling doit maintenant en sauver une.

## Fiche technique
- Titre original : 神探蒲松龄之兰若仙踪
- Titre français : Le Chevalier des ombres : Entre Yin et Yang
- Titre international : The Knight of Shadows: Between Yin and Yang
- Réalisation : Vash
- Scénario : Liu Bohan et Jian Wen
- Production : Shan Yong et A'gan
- Société de production : iQiyi, Beijing Yaolai Film and Television Culture Media Co., Ltd., Golden Shore Films & Television et Hengda Film and Television Culture Co., Ltd.
- Société de distribution : iQiyi, Beijing Yaolai Film and Television Culture Media Co., Ltd. et Golden Shore Films & Television
- Pays d’origine :  Chine
- Langue originale : mandarin
- Format : couleur
- Genres : Comédie
- Durée : 108 minutes
- Date de sortie :
  - Chine et Taïwan : 5 février 2019

## Distribution
- Jackie Chan (VF : William Coryn) : Pu Songling
- Zhong Chuxi (en) : Nie Xiaoqian (en)
- Ethan Juan (en) (VF : Xavier Couleau) : Chixia/Ning Caichen
- Lin Peng (en) (VF : France Renard)
- Austin Lin (en)
- Qiao Shan
- Pan Chang-Jiang
- Kingdom Yuen (en)
- Lance Luu
- Jiang Yuan
- Jia Haitao

## Accueil
Le film sort le 5 février 2019 en Chine et à Taïwan. Lors de sa première semaine d'exploitation en Chine, ses résultats sont très mitigés, ne récoltant que 18,4 millions $ de recettes (6e place du box-office chinois de 2019), très loin derrière les cinq premiers films qui font au moins 60 millions $ de recettes chacun. Tout cela dans un contexte de concurrence extrême en Chine pour le Nouvel An chinois qui voit la sortie le même jour de 8 films importants.